# Anna Frebel

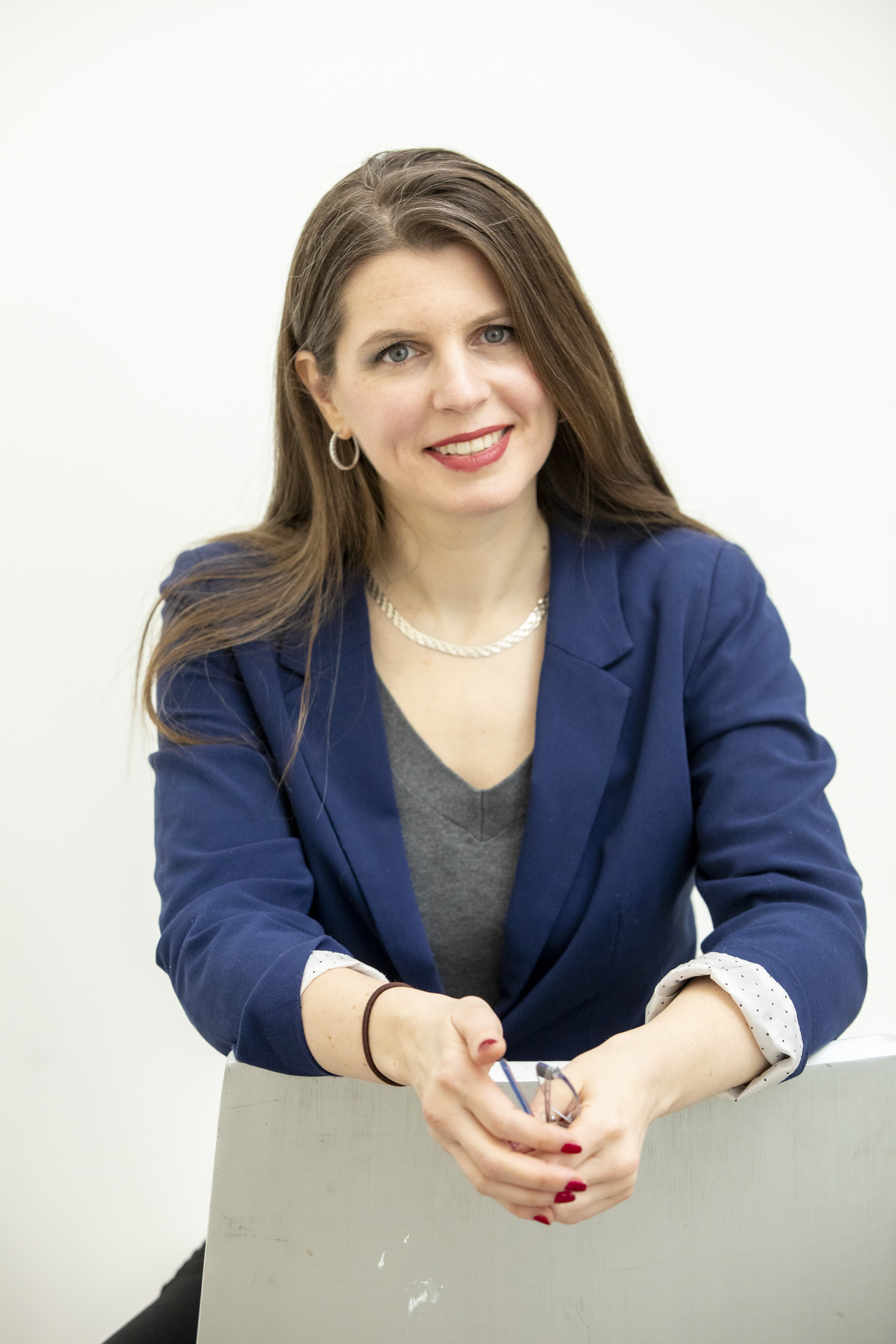
Anna Frebel (2022)

Anna Frebel (* 1980 in Berlin) ist eine deutsche Astronomin und Astrophysikerin.

## Leben
Anna Frebel wuchs in Göttingen auf. Nach dem Abitur begann sie in Freiburg im Breisgau ein Physikstudium, das sie in Australien fortsetzte und mit einem Master in theoretischer Physik mit Auszeichnung abschloss. Sie promovierte am Mount Stromlo Observatory der Australian National University in Canberra. Mit einem Stipendium (W. J. McDonald Postdoctoral Fellowship) setzte sie 2006 ihre wissenschaftliche Laufbahn an der University of Texas at Austin und 2009 mit einem Clay Postdoc Fellowship am Harvard-Smithsonian Center for Astrophysics in Cambridge (Massachusetts) fort.
Sie war seit 2012 Assistant Professor, seit 2017 Associate Professor für Physik am Massachusetts Institute of Technology; seit 2022 ist sie Professorin am MIT.
2020/2021 war sie Gastwissenschaftlerin am Wissenschaftskolleg zu Berlin. Seit 2022 ist sie korrespondierendes Mitglied der Niedersächsischen Akademie der Wissenschaften zu Göttingen.
Sie ist Mutter zweier Söhne.

## Entdeckungen
Im Jahr 2005 war sie Mitentdeckerin von HE 1327-2326, dem eisenärmsten bisher bekannten Stern. Das geschah bei einer Durchmusterung am Siding-Spring-Observatorium. Im Jahr 2007 folgte HE 1523−0901 mit einem Alter von ungefähr 13,2 Milliarden Jahren. Beide zählen zu den ältesten bekannten Sternen der Milchstraße. 2014 berichtete sie mit anderen Autoren von der Entdeckung des Sterns SMSS J031300.36-670839.3 im südlichen Sternbild Kleine Wasserschlange. Er gehöre wahrscheinlich zur zweiten Generation von Sternen, die kurz nach der Geburt des Kosmos vor 13,7 Milliarden Jahren entstanden.
2019 wies sie mit Kollegen relativ hohe Zink-Konzentration in Höhe von rund 80 Prozent des Eisenanteils in HE 1327-2326 nach durch Beobachtungen mit dem Cosmic Origins Spectrograph (COS) des Hubble-Weltraumteleskops im UV-Bereich. Dies war ein Hinweis auf asymmetrisch verlaufende Supernovae beim Kollaps der ersten Sterne (Population III), die in der Folge in Jets schwere Elemente ins umgebende Weltraum abgaben, die damit dem sich beim Kollaps bildenden schwarzen Loch entkamen und sogar bis in benachbarte Galaxien verteilt wurden. Die schweren Elemente dienten als Kühlmittel und beförderten die Bildung der (kleineren) Sterne der zweiten Generation wie HE 1327-2326 auch in benachbarten Galaxien noch ohne Sternbildung. Bei sphärisch symmetrischem Kollaps sagten Supernova-Modellrechnungen dagegen keine starke Zink-Anreicherung voraus, da die Explosionsenergie zu gering ist (es muss auch zusätzlich ein relativ geringer Eisengehalt in der 2. Generation erklärt werden). Das Szenario macht diese ersten Sterne auch zu Kandidaten der Quelle der Reionisierung.

## Preise und Auszeichnungen

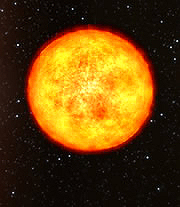
Künstlerische Darstellung von HE 1523-0901, einer der ältesten bekannten Sterne (Grafik der ESO)

- 2007: Charlene-Heisler-Preis für die beste astronomische Dissertation in Australien[13]
- 2009: Eröffnungsvortrag XLAB Science Festival, Göttingen
- 2009: Ludwig-Biermann-Förderpreis der Astronomischen Gesellschaft
- 2010: Annie-Jump-Cannon-Preis für Astronomie der American Astronomical Society[14]
- 2010: Lise Meitner Lecturer, Göttingen[15] und Innsbruck
- 2011: Kavli Frontiers of Science Fellow, National Academy of Sciences

## Schriften (Auswahl)
- Astronomical Society of the Pacific (Hrsg.): New horizons in astronomy : Frank N. Bash Symposium 2007 : proceedings of a workshop held at the University of Texas, Austin, Texas, USA, 14–16 October 2007. San Francisco 2008 (englisch).
- Auf der Suche nach den ältesten Sternen. Fischer, Frankfurt am Main 2012, ISBN 978-3-10-021512-3.
- Anna Frebel, John E. Norris: (2015). Near-Field Cosmology with Extremely Metal-Poor Stars. In: Annual Review of Astronomy and Astrophysics, 53, 1, S. 631–688. Abstract